# The Elder Scrolls V: Skyrim — Dawnguard
The Elder Scrolls V: Skyrim — Dawnguard (укр. Стародавні Сувої 5: Скайрим — Варта Світанку) — перше глобальне доповнення до відеогри The Elder Scrolls V: Skyrim, розроблене американською студією Bethesda Game Studios та видане компанією Bethesda Softworks 26 червня 2012 року спершу на гральній консолі Xbox 360, 2 серпня 2012 — на Microsoft Windows, а в лютому 2013 — на гральній консолі PlayStation 3.

## Загальна інформація
1 травня 2012 року на офіційному блозі компанії Bethesda з'явилося зображення героя з червоними очима. Було також зазначено і назву доповнення — Dawnguard (в перекладі — Варта Світанку). 31 травня з'явився перший трейлер майбутнього доповнення. Реліз доповнення на Xbox360 відбувся 26 червня. Після закінчення 30 днів Dawnguard вийшов на PC.

## Сюжет
У центрі сюжету знаходиться протистояння фракцій клану вампірів із замку Волкіхар і мисливців на вампірів з ордена Варта Світанку. Дуже швидко перед гравцем виникає необхідність вибору між ними. В якості потенційного партнера в грі діє Серана — донька Харкона — ватажка вампірів . По ходу гри персонаж відвідує нові локації:
-замок Волкіхар, з підвалів якого відкривається прохід в один з планів Облівіона — Каірн Душ.
-Забуту Долину, де проживає один з незмінених снігових ельфів, який знайомить гравця з їх давньою релігією.
-Каірн Душ-один з планів Облівіона, одна з квестових локацій.
Крім цього в грі з'явилася можливість дослідження нових двемерскіх руїн, що призводить до початку завдань з пошуку стародавнього матеріалу, іменованого Етері.
Одним з ключових нововведень стануть нові драконівські крики. Перший, Drain Vitality, дозволить витягати життя і магічну енергію з ворогів, другий, Summon Durnehviir, викликає дракона, а третій, Soul Tear, перетворює противника в бездушного і слухняного зомбі. У рольової частини гри з'явиться кілька нових древ умінь. Вони дозволяють поліпшити можливості користувачів, які грають за перевертнів або вампірів. Також в грі з'являться нові види зброї і броні.

## Вампірізм
Під час виконання першого завдання гравець може вибрати сторону вампірів і пройти спеціальний обряд ініціації, що дозволить стати Лордом вампіром і в майбутньому використовувати нові вміння. Вампіризм відкриває можливість звернення в гібрид людини і кажана для дослідження локацій і пошуку жертв. Поступово вміння можна буде розвивати, наприклад: управління Горгулью та перетворення в хмару туману. Вампіри мають свою унікальну гілку розвитку, а зростання здібностей залежить від вбивств живих істот.

## Локалізація видання
Dawnguard поки видається тільки в цифровій версії (для Xbox в магазині Xbox Live, для PC — в Steam). Компанія 1C-СофтКлаб випустила офіційний переклад DLC 23 листопада 2012 року.